# 克里斯·理查兹 (足球运动员)
克里斯托弗·杰弗里·理查兹（英語：Christopher Jeffrey Richards，2000年3月28日—）通称克里斯·理查兹，是一位美国足球运动员，自2018年起加盟拜仁慕尼黑青训营，现效力英超俱乐部水晶宫，于场上司职后卫。他同时也是美国国家足球队的成员。

## 俱乐部生涯

### 早年经历
理查兹出生于阿拉巴马州的伯明翰，在家里三兄妹中排行老大，他从四岁便开始踢足球。克里斯的母亲年轻时也曾活跃于绿茵场，而他的父亲则打过几年职业篮球。他们为年轻的克里斯也规划了同样的道路，使之在高中时代仍然早上打篮球，下午则被赶去训练足球。
理查兹早年曾在胡佛足球俱乐部（Hoover Soccer Club）和伯明翰联（Birmingham United Soccer Association）效力，并随队多次赢得阿拉巴马州冠军。尽管这项运动在美国的普及率很低，且理查兹的父亲在2008年金融危机中失去了自己的公司，但这个家庭仍然攒钱资助了长子的足球生涯。在伯明翰联，理查兹于14岁时首次司职后卫——在此之前他主要在中场踢球。理查兹的成长主要归功于阿拉巴马奥林匹克发展计划（Alabama Olympic Development Program, AODP），该计划专门针对足球贫瘠州份的年轻人提供资助。作为AODP设立的地区选拔队的一员，他参加了在阿根廷以及在佛罗里达州一所私立体育学校（IMG学院）举办的训练营。后来，理查兹的父母求助于同样来自阿拉巴马州的布兰登·塞瓦尼亚的家人，因塞瓦尼亚曾通过达拉斯足球俱乐部的青训学院晋身美国职业足球大联盟和美国国家足球队。在获直接引荐至达拉斯青训学院主管卢奇·冈萨雷斯后，理查兹受邀请参加试训，但未能按预期录取。不久之后，一位AODP教练向当时执教德克萨斯休斯敦（Texans SC Houston）的教练朋友推荐了这个男孩，理查兹遂前往当地效力了一年。
在休斯敦，理查兹自此与寄宿家庭同住，接受前球员埃里克·奎尔的指导。后者一方面意识到这位门徒精准的传球能力，另一方面也看到了他在边路的对抗存在不足。理查兹经历了一次突飞猛进的成长；除侧翼之外，他的加速能力也得到了提高，并获得了北卡罗来纳大学的奖学金。理查兹后来表示，在休斯顿的这一年，是奎尔使他成熟，成为了一名更好的球员。在随队赢得U-18组别冠军后，达拉斯足球俱乐部终于将他招致麾下。

### 转战德国
18岁时，这位年轻的球员高中毕业，并作为达拉斯足球俱乐部的一员赢得了众多个人奖项，因此也得到德国纪录冠军拜仁慕尼黑的关注——后者刚与达拉斯建立了合作伙伴关系。慕尼黑人遂邀请理查兹参加实训，并被他在试训中的表现所折服，从而以租借身份加入拜仁校园，为期一年。在此之前，这名后卫已放弃了在北卡罗来纳大学进修的计划，并与达拉斯签署了一份职业合同，成为该队的第22名本土球员。2018年7月，作为奥迪夏季巡回赛的一部分，理查兹获准留在他的祖国与弗兰克·里贝里、阿尔扬·罗本和哈维·马丁内斯等名将一同参加国际冠军杯。在拜仁U-19青年队的首个赛季，理查兹随队参加了U-19德甲联赛和欧洲青年联赛，他还与队长约西普·斯塔尼西奇一同成长为中后卫的主力球员，并因其制空能力和传球技巧而受到好评。这也促使拜仁于2019年1月19日便提前将他买断，并签订了一份为期四年半的合同。
至2019-20赛季，理查兹在刚升入德丙联赛的拜仁二队阵中站稳脚跟，并于2019年8月19日客场以2比1战胜哈勒的比赛中首发登场，完成成年组赛事首秀。他也是这支“业余队”的防守中不可或缺的一环，通常是与拉斯·卢卡斯·迈一起，占据在守门员克里斯蒂安·弗吕希特尔面前的空间。理查兹于当季最终代表二队出场30次并射入4球，帮助球队在2020年夏天成为首支夺得德丙冠军的俱乐部二队。
2020年6月29日，理查兹在拜仁一线队以3比1击败弗赖堡的比赛中登场，完成职业队及德甲联赛处子秀。同年9月18日，他又在拜仁对阵沙尔克04的揭幕战中，首次亮相2020-21赛季德甲。10月4日，他则在主场以4比3战胜柏林赫塔的比赛中首次代表拜仁首发，并于第51分钟助攻罗伯特·莱万多夫斯基射入1球。然而，到第19轮赛事时，这位20岁的球员仅在德甲出场3次，因为时任主教练的汉西·弗利克主要倚仗老将尼克拉斯·聚勒、大卫·阿拉巴和热罗姆·博阿滕的组合。与此同时，理查兹则代表二队在德丙联赛出场8次。因此在2021年2月初，理查兹被外借至德甲俱乐部霍芬海姆直到赛季结束，以期获得更多出场机会。时任霍芬海姆主教练的塞巴斯蒂安·赫内斯此前曾在拜仁二队指导过理查兹，他此时的用人正因四名中后卫、埃爾明·比查克契奇和相继受伤而捉襟见肘。理查兹于接下来的11场联赛中都处于首发阵容，但由于自己的伤病而错过了最后4场比赛。大多数情况下，这位美国人都在三中卫阵型中居左；而在连续三场比赛失利后，赫内斯自第28轮起将阵型调整为四后卫。在赫内斯对租借球员的表现感到满意之后，俱乐部官员也表示原则上希望签下理查兹。这名后卫本人则强调，他可以想象留在霍芬海姆，但主要取决于东家拜仁慕尼黑的未来计划。而在拜仁活跃多年的两名中后卫热罗姆·博阿滕和大卫·阿拉巴均在季末离队。
理查兹于2021-22赛季回到拜仁。但随着邦雅曼·帕瓦尔受伤，新任主教练在右闸的位置上更青睐于使用约西普·斯塔尼西奇和布纳·萨尔；在中坚位置上，理查兹的出场顺位也排在尼克拉斯·聚勒、达约·于帕梅卡诺和唐吉·尼安祖之后。因此在赛季开始后，他仅取得1次联赛替补出场和1次杯赛首发出场的机会。至夏季转会窗的最后一天，理查兹将他与拜仁和合同续签至2025年6月30日，并再以租借的形式加盟霍芬海姆，直至赛季结束。

## 国家队生涯
理查兹于2018年5月首次入选美国U-20国青队，参加了对阵洪都拉斯的比赛。同年11月，他也作为在“预选赛阶段”开始前允许入替的三名球员之一，搭上了参加2018年中北美及加勒比U-20足球锦标赛的末班车，并随美国队夺得冠军。理查兹在这项赛事中两次首发，并在以2比0战胜墨西哥的决赛中打满全场。2019年5月10日，理查兹又被主教练塔布·拉莫斯召入代表美国参加2019年U-20世界盃的21人大名单。赛事期间，这名后卫在美国队参加的全部五场比赛中均首发登场，包括令人震惊的以3比2战胜夺冠热门法国的比赛。
2020年，为备战11月12日和16日分别对阵威尔士和巴拿马的两场友谊赛，成年组美国队主教练格雷格·貝哈爾特征召了包括理查兹在内的多达9名新秀。理查兹随后在6比2战胜巴拿马的比赛中，于第80分钟替换登场，完成了他的国际A级比赛首秀。

## 私人生活
理查兹来自一个热爱运动的家庭。他的母亲卡丽（Carrie）曾在各级青年队踢足球，但未能延续自己的职业生涯——因为女子足球运动在阿拉巴马州很难得到推广。父亲肯（Ken）则曾在伯明翰南方学院参与过大学篮球，其后又成为一名职业篮球运动员，活跃于澳大利亚、玻利维亚和冰岛等地。克里斯本人也在高中时打了很长时间的篮球，并赢得了一些个人奖项，也得到了一所大学的体育奖学金。然而，由于他的身材在篮球方面较为矮小，因此在16岁时就决定完全专注于足球。

## 荣誉

### 俱乐部
拜仁慕尼黑二队
- 德丙联赛冠军：2020年

拜仁慕尼黑
- 欧洲超级杯冠军：2020年[40]
- 德国超级杯冠军：2020年、2021年

水晶宫
- 英格兰足总杯冠軍：2024–25[41]
- 英格蘭社區盾冠軍：2025[42]

### 国家队
美国U-20
- 中北美及加勒比U-20锦标赛冠軍：2018年（英语：2018 CONCACAF U-20 Championship）

美国國家隊
- 中北美洲及加勒比海國家聯賽冠軍：2022–23[43]